# Andrij Tatarenko
Andrij Borysowycz Tatarenko, ukr. Андрій Борисович Татаренко (ur. 26 lutego 1991 w Kijowie, Ukraińska SRR) – ukraiński hokeista, reprezentant Ukrainy.

## Kariera
- Sokił Kijów (2008-2011)
  -  ATEK Kijów (2008/2009)
- Winnyćki Hajdamaky (2011)
- Kompańjon Kijów (2011-2014)
- Generals Kijów (2015-2017)
- Kryżani Wowky Kijów (2019)

Wychowanek Sokiłu Kijów. Od 2015 zawodnik Generals Kijów. W czerwcu 2016 przedłużył kontrakt o rok. W sezonie UHL 2016/2017 został kapitanem zespołu. Od 2017 nie grał w żadnym klubie, po czym latem 2019 został zawodnikiem drużyny Kryżani Wowky Kijów.
Był reprezentantem kadr juniorskich Ukrainy. Uczestniczył w turniejach mistrzostw świata juniorów do lat 18 w 2009 (Dywizja I) oraz mistrzostw świata juniorów do lat 20 w 2011 (Dywizja I), hokeja mężczyzn na Zimowej Uniwersjadzie 2013. W barwach seniorskiej reprezentacji Ukrainy uczestniczył w turnieju mistrzostw świata 2018 (Dywizja I).

## Sukcesy
Klubowe
- Złoty medal mistrzostw Ukrainy: 2009, 2010 z Sokiłem Kijów, 2014 z Kompańjonem Kijów
- Srebrny medal mistrzostw Ukrainy: 2011 z Sokiłem Kijów, 2013 z Kompańjonem Kijów, 2016 z Generals Kijów
- Brązowy medal mistrzostw Ukrainy: 2015 z Generals Kijów